# 若者たちの神々
『若者たちの神々』（わかものたちのかみがみ）とは、朝日ジャーナル誌（朝日新聞社）が1984年から1985年にかけて連載したインタビュー集である。インタビュワーは編集長の筑紫哲也。幅広いインタビューにより当時の文化的な断面を記録している。

## 背景と概要
朝日ジャーナル誌は若い世代をターゲットとした硬派の左翼系論壇誌であり、1960年代から1970年代には多数の読者を集めていたが、全学連などの学生運動が収束し政治の時代の終わるとともに発行部数の長期低落傾向が続いていた。
この危機を打開するため、誌面一新のために1984年4月13日号から始められた企画である。連載当時の若者たちが支持する人物、人気を集めている者、カリスマと呼ばれている人たちと対談し、その気分や考えを探ろうとした。下敷きは、同誌上で行われた“現代の偶像”シリーズ。
対談を申し込む基準のひとつは対談者（筑紫哲也）より年下であること。また、実現した対談イコール企画者が臨んだ対談の全て ではない、として、申し込んだが“攻略に失敗”した人もいたと記述している（たとえば大友克洋を挙げている）。

## 対談した神々たち
いわゆる新進気鋭の「文化人」が多数を占め、スポーツ選手や政治家などは避けられている。21世紀的に捉えると、オピニオンリーダーやインフルエンサーと呼ばれるような人々が選ばれていると言える。
以下は単行本に収録された対談者たち。連載時に掲載された対談者で単行本には収録されていない人物もいる（村上春樹など）。
- 『若者たちの神々』Part 1
  - 浅田彰【京都大学人文科学研究所助手（経済学・社会思想史専攻）】1957年神戸生まれ。
  - 糸井重里【コピーライター】1949年群馬県生まれ。
  - 藤原新也【写真家】1944年福岡県生まれ。
  - 坂本龍一【ミュージシャン】1952年東京生まれ。
  - ビートたけし【コメディアン】1947年東京生まれ。
  - 森田芳光【映画監督】1950年東京生まれ。
  - 如月小春【劇作家・脚本家】1956年東京生まれ。
  - 新井素子【SF作家】1960年東京生まれ。
  - 日比野克彦【デザイナーあるいは画家あるいはイラストレーター】1958年岐阜県生まれ。
  - 北方謙三【ハードボイルド作家】1947年佐賀県生まれ。
  - 島田雅彦【作家】1961年東京生まれ。
  - 椎名誠【『本の雑誌』編集長】1944年東京生まれ。
- 『若者たちの神々』Part 2
  - 野田秀樹【劇作家・演出家・俳優】1955年長崎県生まれ。
  - 村上龍【作家】1952年長崎県生まれ。
  - 林真理子【作家】1954年山梨県生まれ。
  - 戸川純【ミュージシャン】1961年東京生まれ。
  - 大竹伸朗【画家】1955年東京生まれ。
  - 橋本治【小説家】1948年東京生まれ。
  - 三宅一生【ファッション・デザイナー】1938年広島県生まれ。
  - 山本耀司【ファッション・デザイナー】1943年東京生まれ。
  - 鈴木邦男【新右翼団体「一水会」代表】1943年福島県生まれ。
  - 山下和仁【ギタリスト】1961年長崎県生まれ。
  - 小栗康平【映画監督】1945年群馬県生まれ。
  - 中島梓【評論家】1953年東京生まれ。
- 『若者たちの神々』Part 3
  - 松任谷由実【シンガー・ソングライター】1954年東京生まれ。
  - 中沢新一【東京外国語大学アジア・アフリカ研究所助手】1950年山梨県生まれ。
  - 細野晴臣【ミュージシャン】1947年東京生まれ。
  - 伊藤比呂美【詩人】1955年東京生まれ。
  - 高橋源一郎【作家】1951年広島県生まれ。
  - 鴻上尚史【劇団「第三舞台」旗揚げ】1958年愛媛県生まれ。
  - 楠田枝里子【テレビ番組司会者・絵本作家・翻訳家・科学エッセイスト】1952年三重県生まれ。
  - ねじめ正一【詩人】1948年東京生まれ。
  - 松本隆【作詞家】1949年東京生まれ。
  - 菱沼良樹【デザイナー】1958年仙台生まれ。
  - 大戸天童【株式会社劇男一世風靡代表取締役社長】生年不詳、福井県生まれ。
  - 片山敬済【オートバイ・ライダー】1951年神戸生まれ。
  - 南伸坊【イラストライター（イラストレーター＋ライター）】1947年東京生まれ。
- 『若者たちの神々』Part 4
  - タモリ【『笑っていいとも!』をはじめテレビレギュラーが週4本】1945年福岡生まれ。
  - 渡辺えり子【脚本・演出・俳優】1955年山形市生まれ。
  - 川崎徹【CFディレクター】1948年東京生まれ。
  - 山口小夜子【ファッションモデル】1951年横浜生まれ。
  - 井上陽水【シンガー・ソングライター】1948年福岡生まれ。
  - 嵐山光三郎【雑誌編集長・エッセイスト】1942年生まれ。
  - 中上健次【小説家】1946年和歌山県生まれ。
  - 北村想【劇作家】1952年大津生まれ。
  - 天児牛大【舞踏家】1949年横須賀生まれ。
  - 桑田佳祐【ミュージシャン】1956年茅ヶ崎生まれ。
  - 里中満智子【漫画家】1948年大阪府生まれ。
  - 田原桂一【写真家】1951年京都生まれ。
  - 田中康夫【小説家・エッセイスト】1956年東京生まれ。

（※肩書き、誕生地は対談集の記載より。）

## 書籍
- 『若者たちの神々』Part 1（1984年11月10日、朝日新聞社）ISBN 4-02-255260-3
- 『若者たちの神々』Part 2（1985年5月15日、朝日新聞社）ISBN 4-02-255347-2
- 『若者たちの神々』Part 3（1985年9月15日、朝日新聞社）ISBN 4-02-255387-1
- 『若者たちの神々』Part 4（1985年9月25日、朝日新聞社）ISBN 4-02-255388-X

## 関連書籍
- 『現代の偶像』 朝日ジャーナル編 朝日新聞社 1969年 ASIN B000J9HIHK （Ａ・カミュ、宇野弘蔵、エフトゥシェンコ、大江健三郎、大島渚、小田実、カーマイケル、川端康成、グラムシ、ゲバラ、ゴダール、サルトル、ジョーン・バエズ、チョムスキー、トインビー、ドゴール、ビートルズ、フランツ・ファノン、ベルイマン、ホー・チ・ミン、ポール・ニザン、マクルーハン、マルクーゼ、マルコムＸ、丸山真男、三島由紀夫、ムニャチコ、メイラー、毛沢東、リースマン、レヴィ＝ストロース、吉本隆明）